# Jefferson, Georgia
Jefferson är en stad (city) i Jackson County, i delstaten Georgia, USA. Enligt United States Census Bureau har staden en folkmängd på 9 554 invånare (2011) och en landarea på 56,1 km². Jefferson är huvudort i Jackson County.